# Коэффициент смешения
Коэффицие́нт смеше́ния (теплотехника) — соотношение объёмов смешанных жидкостей (как правило воды), вычисляемое по температурам жидкостей до смешения и после него. Применяется в теплотехнике для учёта расходов и нагрузок систем теплоснабжения, отопления и горячего водоснабжения.
Коэффициент смешения показывает количество единиц теплоносителя из обратного трубопровода системы теплоснабжения, которое необходимо добавить к одной единице теплоносителя, поступающей из тепловой сети, для обеспечения нормируемых температур в трубопроводах.
```
Формула для расчёта коэффициента смешения 

  

    

      

        
U

        
=

        
(

        
t

        
1

        
−

        
t

        
3

        
)

        

          
/

        

        
(

        
t

        
3

        
−

        
t

        
2

        
)

        
,

      

    

    
{\displaystyle U=(t1-t3)/(t3-t2),}

  

 где

U
 - Коэффициент смешения

t1
 - температура в подающем трубопроводе теплосети  (°С);

t2
 - температура в обратном трубопроводе (°С).

t3
 - температура в подающем трубопроводе системы отопления или горячей воды (после смешения) (°С);
```

## Простой пример
Для простоты понимания можно привести пример из жизни с обычным смесителем:
- t1 — температура горячей воды (например, 65 °C);
- t2 — температура холодной воды (например, 5 °C);
- t3 — температура смешанной воды в смесителе (например, 40 °C);

Следовательно, коэффициент смешения (65-40) / (40-5) ~ 0,7, то есть на 1 литр горячей воды смешивается 0,7 литра холодной.